# Варданян, Егише Геворкович
Егише Геворкович Варданян (Егиш Георгиевич Вартанян; арм. Եղիշե Գևորգի Վարդանյան; 9 мая 1905 — 11 августа 1958) — советский армянский хозяйственный, государственный и политический деятель. Председатель Исполнительного комитета Ереванского совета депутатов трудящихся с 30 марта 1947 по 9 мая 1952 года. Депутат Верховного Совета СССР 3-го созыва.

## Биография
Егише Варданян родился 9 мая 1905 года в селе Хошгялды Битлисской провинции Западной Армении. Окончил сельскую школу.
В 1917—1920 годах батрачил в станице Екатериновская на Северном Кавказе у зажиточных крестьян. В 1920—1930 годах работал грузчиком в отделении «Союзтранса» Северо-Кавказской железной дороги Краснодарского края, избирался председателем краевого комитета профсоюза грузчиков. В 1927 году вступил в ВКП(б).
В 1930 году переехал в Ереван вместе с семьёй. C 1930 по 1932 год работал в Ереванском отделении «Союзтранса». В 1933—1934 годах был начальником эксплуатации транспорта и начальником Ереванского отделения «Союзтранса». В 1934—1937 годах учился в Коммунистическом университете Еревана. В 1937—1938 годах был инструктором ЦК КП(б) Армении. В 1938 году назначен председателем исполкома Ноемберянского райсовета, вскоре был избран первым секретарём Ноемберянского райкома КП(б) Армении. В 1940 году был избран первым секретарём Сталинского райкома КП(б) Армении (город Ереван), проработал на этой должности до 1947 года.
В 1944—1950 годах заочно обучался в Высшей партийной школе при ЦК КПСС. 30 марта 1947 года был избран председателем Исполнительного комитета Ереванского совета депутатов трудящихся. 9 мая 1952 года покинул этот пост, его сменил Вазрик Секоян.
В 1952 году был назначен министром промышленности строительных материалов Армянской ССР. С 1955 года и до конца жизни был управляющим треста «Каджаранстрой» Министерства цветной металлургии СССР.
Избирался депутатом Совета Национальностей Верховного Совета СССР 3-го созыва. Был членом президиума Верховного Совета Армянской ССР, членом ЦК КП(б) Армянской ССР, членом бюро ЦК КП(б) Армянской ССР.
Умер 11 августа 1958 году в Ереване.

## Память
На стене дома 32 по улице Туманяна, в котором жил Егише Варданян, в 1999 году была установлена мемориальная доска.

## Награды
- Орден Красной Звезды.
- Орден «Знак Почёта» (23.11.1940).
- Медаль «За трудовую доблесть».
- Медаль «За оборону Кавказа».
- Медаль «За доблестный труд в Великой Отечественной войне 1941—1945 гг.».